# 송하림 (배우)
송하림(본명 : 송은욱, 1978년 2월 23일 ~)은 대한민국의 배우이다.

## 학력
- 경남과학기술대학교 대학원 토목공학 석사

## 출연 작품

### 영화
- 《리프레쉬》 (2022년) - 재호
- 《판소리 복서》 (2017년) - A/S기사 역
- 《우리들의 일기》 (2017년) - 학주 (고등학교) 역
- 《죽여주는 여자》 (2016년) - 단속반 역
- 《산다》 (2015년) - 은욱 역
- 《최종병기 활》 (2011년)
- 《살인의 강》 (2010년) - 넘버 2 역
- 《고지전》 (2011년) - 오줌 병사 역
- 《살인의 강》 (2010년) - 넘버 2 역
- 《엄마의 휴가》 (2009년)
- 《놈놈놈》 (2009년)
- 《숙명》 (2008년)
- 《상사부일체》 (2007년)

### 드라마
- 《빅마우스》 (2022년, MBC) - 칠점사 역
- 《사의 찬미》 (2018년, SBS)
- 《붉은 달 푸른 해》 (2018년, MBC) - 김해동 역
- 《배드파파》 (2018년, MBC)
- 《러블리 호러블리》 (2018년, KBS2)
- 《시간》 (2018년, MBC)
- 《인형의 집》 (2018년, KBS2)
- 《드라마 스테이지 - 문집》 (2018년, tvN)
- 《그냥 사랑하는 사이》 (2017년, JTBC)
- 《KBS 드라마 스페셜 - 정마담의 마지막 일주일》 (2017년, KBS2)
- 《맨홀 - 이상한 나라의 필》 (2017년, KBS2)
- 《쌈 마이웨이》 (2017년, KBS2)
- 《월계수 양복점 신사들》 (2016년, KBS2)
- 《질투의 화신》 (2016년, SBS) - 표치열이 다니는 학원 사무직원 역
- 《신데렐라와 네 명의 기사》 (2016년, tvN)
- 《굿 와이프》 (2016년, tvN) - 박동현 살인사건 증인 역
- 《친구, 우리들의 전설》 (2009년, MBC) - 삼식 역